# Mujeres en Zona de Conflicto
Mujeres en Zona de Conflicto es una organización no gubernamental para el desarrollo (ONGD) española que tiene como fin primero la denuncia de la situación de las mujeres en los conflictos armados. Es una ONG pacifista surgida en Córdoba, España, en 1994.

## Los comienzos
Un viaje de la reportera Mila Ramos Jurado a Bosnia en 1994, en plena guerra de la exrepública yugoslava, la marcó tanto que decidió pasar del periodismo al activismo. En un principio nace la idea de celebrar un congreso internacional bajo el lema Mujeres en Zona de Conflicto. Pero en diciembre de 1994 la idea se transforma y toma cuerpo la ONG “Mujeres en Zona de Conflicto” junto a una veintena de asociados. Desde entonces, ha desarrollado proyectos en tres continentes: Europa (Bosnia, Kosovo); América (Colombia, Perú); África (Marruecos, Mauritania, Malí, República Democrática del Congo); así como en Oriente Próximo (Palestina), abordando la violencia de género desde el acompañamiento y, sobre todo, anticipándose y denunciando lo que sucede con las mujeres en los conflictos armados.

## Perspectiva de género
Uno de los puntos más destacados de esta ONGD es la perspectiva de género, 
a la que unen una voluntad de imbricarse en los problemas candentes de países con vínculos históricos con España (Bosnia, Marruecos, Colombia...). Representan a su vez una opción pacifista y feminista que denuncia diversas injusticias relacionadas con los conflictos armados de todo el mundo.

## Premios
- Premio Cepsa al Valor Social en la edición de 2013.[4]
- Premio Pepe Espaliú de la Junta de Andalucía por la labor humanitaria en la prevención del VIH, 2011.[1]
- Premio Casares por la Humanidad, Ayuntamiento de Casares, 2011.
- Premio Medalla de Andalucía, 2002.
- Reconocimiento del Gobierno de la Federación BiH por el trabajo realizado, 2000.
- Reconocimiento del Municipio de Nevesinje, 1999.